# Hartwell (Géorgie)
Pour les articles homonymes, voir Hartwell.
La ville américaine de Hartwell est le siège du comté de Hart, dans l’État de Géorgie. Lors du recensement de 2010, sa population s’élevait à 4 469 habitants.

## Démographie
| 1870 | 1880 | 1900  | 1910  | 1920  | 1930  |
| ---- | ---- | ----- | ----- | ----- | ----- |
| 154  | 443  | 1 672 | 2 007 | 2 323 | 2 048 |

| 1940  | 1950  | 1960  | 1970  | 1980  | 1990  |
| ----- | ----- | ----- | ----- | ----- | ----- |
| 2 372 | 2 964 | 4 599 | 4 865 | 4 855 | 4 555 |

| 2000  | 2010  | - | - | - | - |
| ----- | ----- | - | - | - | - |
| 4 188 | 4 469 | - | - | - | - |

## Source
- (en) Cet article est partiellement ou en totalité issu de l’article de Wikipédia en anglais intitulé « Hartwell, Georgia » (voir la liste des auteurs).